# Планетологический институт
Планетологический институт (англ. Planetary Science Institute (PSI)) — научно-исследовательский институт, основанный в Тусоне, штат Аризона.  C момента его создания ориентирован на планетологию.
Основанный в 1972 году на некоммерческой основе институт участвует во многих миссиях НАСА, исследовании Марса, астероидов, комет, межпланетной пыли (см. Космическая пыль), формирования Солнечной системы, экзопланет, возникновения жизни и других научных тем.
Организация активно участвует в миссии Dawn, изучавшего Весту с 2011 по 2012 год, и запланированного для изучения Цереры в 2015 году. Институт управляет GRaND — космическим детектором нейтронов и гамма-квантов, рождающихся при взаимодействии космических лучей с поверхностью астероида. Анализ данных детектора позволяет судить об элементном составе вещества на поверхности, чтобы определить, как астероид формировался и развивался.
Проект института orbit@home — проект распределенных вычислений, посредством которых энтузиасты помогают в поиске околоземных объектов. Институт также участвует в научном образовании в рамках школьных программ, в создании научно-популярных книг и искусства. Научные сотрудники института живут и работают в 16 штатах Америки, Великобритании, Швейцарии, Франции, России, Австралии и Южно-Африканской Республике.
Директор института — доктор Марк Сайкс.